# Daïra de Béni Abbès

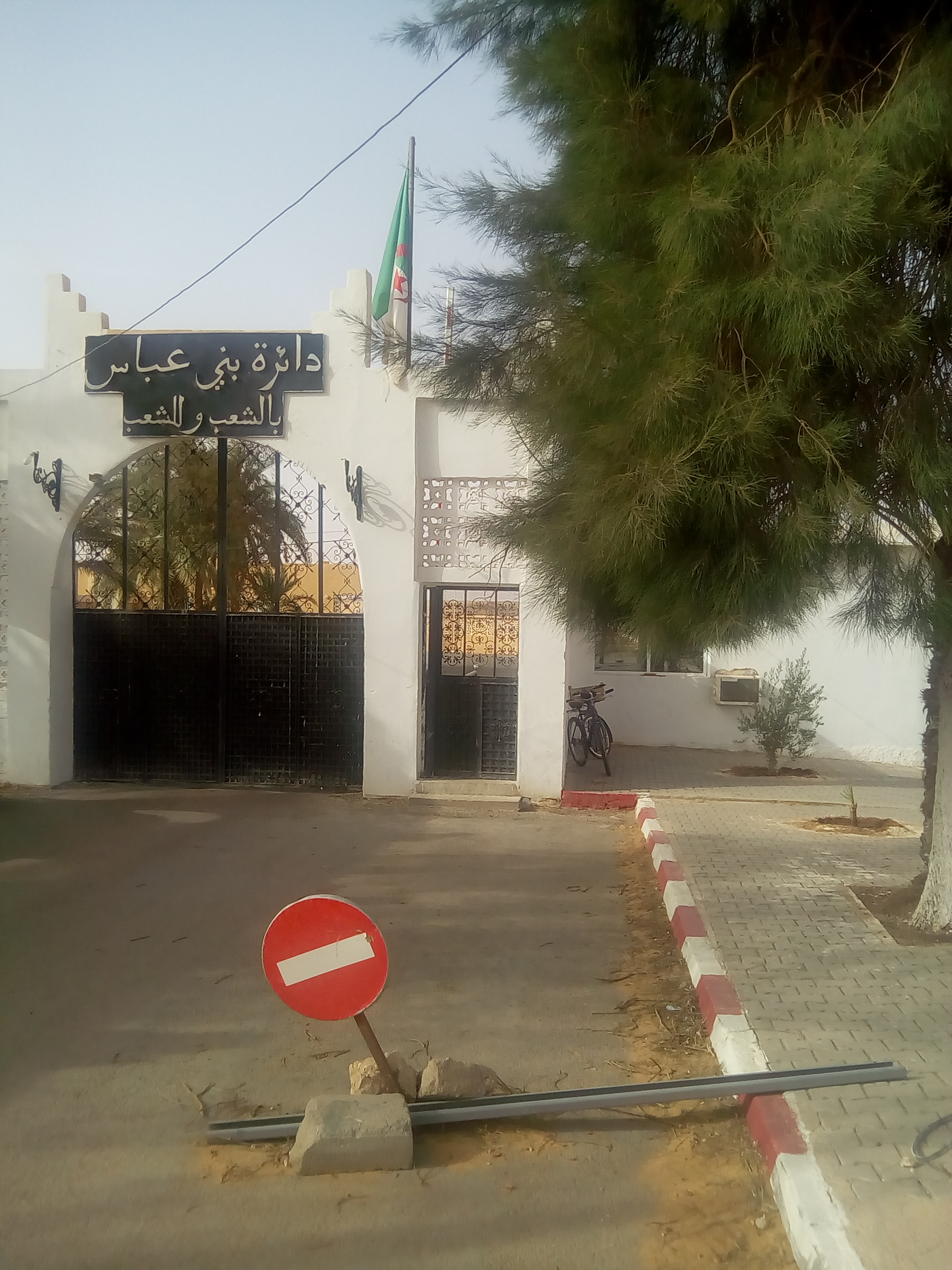
siége de la Daïra de Béni Abbès.

La daïra de Béni Abbès est une daïra d'Algérie située dans la wilaya de Béchar et dont le chef-lieu est la ville éponyme de Béni Abbès.

## Histoire
Après le remplacement des territoires du Sud par les départements français du Sahara en 1957 elle est devenue un arrondissement dans le Département de la Saoura dont la préfecture se situait à Colomb-Béchar.
Dans cette époque, Igli, El Ouata, Kerzaz et Ouled Khoudir étaient des localités ou communes rattachées à la Daira de Saoura dont la sous-préfecture se situait à Béni Abbès.
En 1991 le décret administratif n°91-306 du 24 août 1991 désigne:
- El Ouata daïra avec une seule commune El Ouata (N 10).
- Kerzaz daïra avec deux communes Kerzaz et Beni Ikhlef (N 8).
- Igli aussi est devenue daïra la même année (N 9).
- Ouled Khoudir daïra avec deux communes Ouled Khoudir et Ksabi (N 11).

Après ce dernier découpage administratif de 1991 Béni Abbés est le chef lieu de la daïra du même nom avec deux commune Béni Abbès et Tamtert (N 3).

## Communes de la daïra
La daïra de Béni Abbès comprend deux communes :
- Béni Abbès
- Tamtert

La population totale de la daïra est de 12 683 habitants pour une superficie de 13 170 km2.